# Gray-Gletscher
Der Gray-Gletscher ist ein 10 km langer Gletscher in der antarktischen Ross Dependency. In der Cobham Range der Churchill Mountains fließt er südlich des Tarakanov Ridge in südöstlicher Richtung und mündet nach dem Zusammenfluss mit dem Prinz-Philip-Gletscher in den Nimrod-Gletscher. 
Teilnehmer einer von 1964 bis 1965 durchgeführten Kampagne im Rahmen der New Zealand Geological Survey Antarctic Expedition benannten ihn nach M. Gray, Postbeamter und stellvertretender Funker auf der Scott Base im Jahr 1965.